# Ötödfokú egyenlet

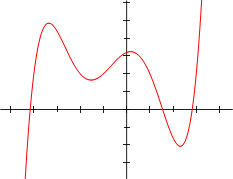
Egy ötödfokú polinom képe

A matematikában az ötödfokú egyenlet egy polinom egyenlet, aminek a foka 5. Általános alakja:
{\displaystyle ax^{5}+bx^{4}+cx^{3}+dx^{2}+ex+f=0,\,}
ahol {\displaystyle a,b,c,d,e,f\,} egy test elemei, általában a racionális számok, a valós számok vagy a komplex számok elemei, valamint {\displaystyle a\neq 0}.

## Ötödfokú egyenlet gyökeinek meghatározása
Egy polinom gyökeinek meghatározása — azon {\displaystyle x} értékek, amelyek teljesítik az egyenletet — racionális együtthatók esetében kiemelkedő matematikai probléma volt.
Lineáris, másod-, harmad- és negyedfokú egyenletek megoldása egyszerű, függetlenül attól, hogy a gyökök racionálisak, irracionálisak, valósak vagy komplexek; vannak megoldóképleteik. Azonban nincs olyan képlet, ami a négy alapművelet és az {\displaystyle n}-edik gyökvonás segítségével kifejezhetné a megoldásokat általános esetben; ez az Abel–Ruffini-tétel, amelyet először 1824-ben publikáltak mint az algebrai csoportelmélet egyik első alkalmazását. Ez az eredmény igaz magasabb fokú egyenletekre is. Egy példa olyan egyenletre, ami nem fejezhető így ki: {\displaystyle x^{5}-x+1=0}. Ez az egyenlet Bring-Jerrard normál alakban van.
A gyakorlatban polinomegyenletek pontos megoldása gyakran felesleges, és más numerikus megoldó módszerek, mint például a Laguerre-módszer vagy a Jenkins–Traub algoritmus valószínűleg a legalkalmasabbak arra, hogy megkapjuk általános ötöd- vagy magasabb fokú egyenletek közelítő megoldásait. Azonban a pontos megoldások néha hasznosak bizonyos alkalmazásokhoz, és sok matematikus próbálta meghatározni ezeket.

## Megoldható ötödfokú egyenletek
Néhány ötödfokú egyenlet megoldható úgy, hogy alacsonyabb fokú polinomok szorzataként fejezzük ki, például {\displaystyle x^{5}-x^{4}-x+1=0\,} felírható mint {\displaystyle (x^{2}+1)(x+1)(x-1)^{2}=0\,}. Más ötödfokú egyenlet, mint például a {\displaystyle x^{5}-x+1=0\,} nem fejezhető ki ilyen alakban. Évariste Galois kifejlesztett eljárásokat annak meghatározására, hogy egy polinomegyenlet mikor fejezhető ki polinomok szorzataként, ezzel megalkotva a Galois-elmélet területét. Ezeket az eljárásokat először John Stuart Glashan, George Paxton Young és Carl Runge alkalmazta 1885-ben, hogy általános kritériumot adjanak a megoldhatóságra (Lazard egy modern megközelítése található a forrásokban).
Azt találták, hogy bármely irreducibilis ötödfokú polinom racionális együtthatókkal Bring-Jerrard formában,
{\displaystyle x^{5}+ax+b=0\,}
gyökökkel kifejezhető megoldású akkor és csak akkor, ha a következő alakú:
{\displaystyle x^{5}+{\frac {5\mu ^{4}(4\nu +3)}{\nu ^{2}+1}}x+{\frac {4\mu ^{5}(2\nu +1)(4\nu +3)}{\nu ^{2}+1}}=0},
ahol {\displaystyle \mu } és {\displaystyle \nu } racionálisak.

1994-ben, Blair Spearman és Kenneth S. Williams egy alternatív kritériumot talált,
{\displaystyle x^{5}+{\frac {5e^{4}(\pm 4c+3)}{c^{2}+1}}x+{\frac {-4e^{5}(\pm 11+2c)}{c^{2}+1}}=0}.

A kapcsolat az 1885-ös és az 1994-es parametrizáció között egyszerűen látható, ha a következőt definiáljuk:
{\displaystyle b={\frac {4}{5}}\left(a+20\pm 2{\sqrt {(20-a)(5+a)}}\right)},
ahol
{\displaystyle a={\frac {5(4\nu +3)}{\nu ^{2}+1}}}.
Szükséges, de nem elegendő feltétel, hogy az irreducibilis megoldható ötödfokú egyenlet
{\displaystyle z^{5}+a\mu ^{4}z+b\mu ^{5}=0\,}
racionális együtthatókkal megfeleljen a következő négyzetes görbének:
{\displaystyle y^{2}=(20-a)(5+a)\,}
valamely racionális {\displaystyle a,y}-ra.
Mivel a Tschirnhaus-transzformációk megfontolt használatával lehetséges bármely ötödfokú polinomot átalakítani Bring-Jerrard formára, mindkét parametrizáció egy szükséges és elégséges feltételt ad annak eldöntésére, hogy az adott ötödfokú egyenlet gyökei kifejezhetőek-e gyökvonásokkal.